# Strychowanie
Strychowanie – ocieranie jednej o drugą wewnętrznych części kończyn przednich lub tylnych w ruchu u konia, prowadzące do uszkodzenia pęcin. Jest rezultatem niewłaściwego sposobu poruszania się konia. Aby uchronić wierzchowca przed strychowaniem, zakłada się mu ochraniacze lub bawełniane bandaże chroniące pęciny.

Przeczytaj ostrzeżenie dotyczące informacji medycznych i pokrewnych zamieszczonych w Wikipedii.